# كريستين ويلان
كريستين ويلان (بالإنجليزية: Christine Whelan)‏ هي كاتِبة أمريكية، ولدت في 5 يوليو 1977 في نيويورك في الولايات المتحدة.